# Moritz Wilhelm (Sachsen-Merseburg)

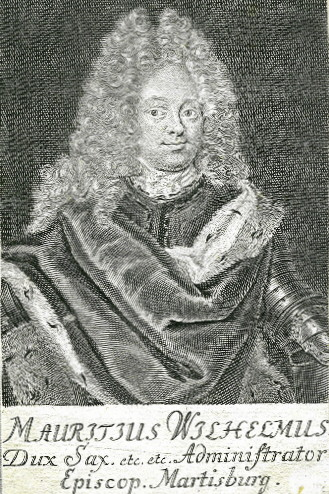
Mauritius Wilhelmus, Dux Sax(oniae) etc. etc., Administrator(is) Episcop(atus) Martisburg(ici) – Darstellung des Herzogs im Harnisch und mit Hermelinmantel, zeitgenössischer Stich, Anfang 18. Jh.

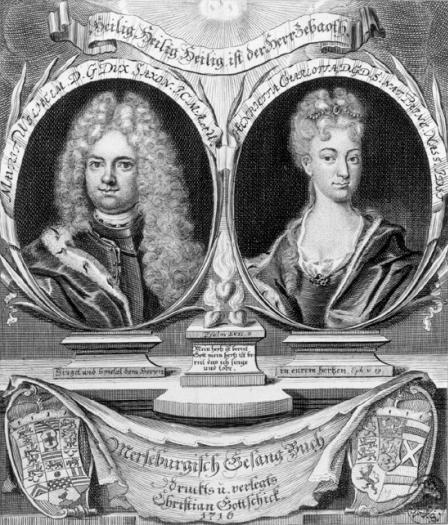
Herzog Moritz Wilhelm von Sachsen-Merseburg und seine Gemahlin Henriette Charlotte von Nassau-Idstein, Stich von aus dem Jahr 1716, Christian Gottschick

Moritz Wilhelm von Sachsen-Merseburg (* 5. Februar 1688 in Merseburg; † 21. April 1731 ebenda) war Angehöriger einer Seitenlinie der albertinischen Wettiner und vierter Herzog des kursächsischen Sekundogeniturfürstentums Sachsen-Merseburg. Moritz Wilhelm ist auch als „Geigenherzog“ bekannt.

## Familie
Moritz Wilhelm war der fünfte Sohn des Herzogs Christian II. von Sachsen-Merseburg und dessen Gemahlin Erdmuth Dorothea, einer Tochter des Herzogs Moritz von Sachsen-Zeitz.

## Leben

### Regierung im Merseburger Fürstentum
Nachdem sein ältester Bruder Herzog Christian Moritz bereits nach 25 Tagen Herrschaft am 14. November 1694 verstarb und dadurch, dass seine anderen Brüder, die Prinzen Johann Wilhelm, August Friedrich und Philipp Ludwig, schon Jahre zuvor alle das Kindesalter nicht überlebt hatten, folgte ihm Moritz Wilhelm als 6-Jähriger im Merseburger Fürstentum nach.

### Aufflammen des alten Streites mit Kursachsen
Moritz Wilhelm stand jedoch bis 1712 unter der Administration und Obervormundschaft seines nächsten volljährigen Verwandten, des sächsischen Kurfürsten Friedrich August I. Die Vormundschaft für den jungen Fürsten und damit auch den tatsächlich größten Anteil an der Regierung übte jedoch wie schon unter dem jungen Christian Moritz bis zu Moritz Wilhelms Volljährigkeit im Jahr 1709 die Herzoginmutter und -witwe Erdmuthe Dorothea sowie sein Onkel August von Sachsen-Merseburg-Zörbig aus.
Dass der sächsische Kurfürst auch nach der Mündigkeit Moritz Wilhelms die Administration nicht abgeben und das Herzogtum weiterhin von Dresden aus regieren wollte, lässt sich aus dessen politischen Interesse ableiten, die Sekundogenituren, welche sich in den vergangenen Jahrzehnten in zunehmendem Maße von den Beschränkungen durch die Kurlinie lockern konnten, wieder stärker an sich zu binden.
Auch Bemühungen des Domstiftes zur Erklärung der Volljährigkeit und die Verfügungen Kaiser Josephs I. zur Reichsunmittelbarkeit wurden vom Kurfürsten ignoriert und Moritz Wilhelm stattdessen am Dresdner Hof ausgebildet, von wo aus er auch seine Kavaliers- und Bildungsreisen unternahm.
Moritz Wilhelm, der sich durch diese Bevormundung schon in der Vergangenheit „hertzempfindlich gekräncket“ (Brief an seine Mutter, Februar 1706) fühlte, bemühte sich schließlich selbst um die Anerkennung seiner Volljährigkeit und floh an den Hof des Kaisers, wo er in Wien und St. Pölten weilte.
Zwar konnte er durch die dauernden Beschwerden die Regierung schließlich mit 24 Jahren doch noch antreten, jedoch kühlte das Verhältnis zu seinem albertinischen Vetter in Dresden dauerhaft ab. Zudem geriet er in Sachen der Merseburger Stiftsregierung sowie der Landtage in der Niederlausitz bald erneut in Zwist, der erst 1724 beigelegt werden konnte.
Um durch Verbesserung der Infrastruktur auch wirtschaftliche Impulse zu geben, ließ er sodann in Sachsen-Merseburg die Landstraßen ausbauen.

### Herzog Moritz Wilhelm als Mäzen
Herzog Moritz Wilhelm war ein großer Förderer von Kunst und Kultur in seinem Fürstentum. Selbst ein begeisterter Spieler der Viola da gamba, unterstützte er insbesondere die Musik nach Kräften. Für seine Kontrabasssammlung, die ihm den Beinamen „Geigenherzog“ einbrachte, ließ er im Jahre 1721 gar eigens eine viereinhalb Meter große Riesenbassgeige anfertigen. Der Komponist Johann Joachim Quantz erhielt unter seiner Regierungszeit in Merseburg seine musikalische Ausbildung und der Violinist Christian Heinrich Aschenbrenner war von 1713 bis 1719 sein Hofkapellmeister. Die Orgel im Merseburger Dom ließ er erweitern.
Auch an der Wissenschaft hatte Moritz Wilhelm Interesse. Das Rad des Erfinders Johann Bessler ließ er durch eine Kommission aus führenden Wissenschaftlern seiner Zeit überprüfen.
Auch wirkten die Schriftsteller Johann Samuel Agner und Julius Bernhard von Rohr unter seiner Regierung; die Bildhauerfamilien Trothe und Agner kamen auf Grund der kulturellen Blüte nach Merseburg.
Der Barockbaumeister und -bildhauer Johann Michael Hoppenhaupt gestaltete für den Herzog die Gemächer im Ostflügel des Schlosses von 1712 bis 1715 als Wohn- und Repräsentationsräume mit dem berühmten Spiegel- und Porzellankabinett (heute im Kunstgewerbemuseum Berlin) und erbaute am Schloss den Schlossgartensalon, einen Pavillon für die herzoglichen Gartenfeste.

### Tod und Begräbnis
Herzog Moritz Wilhelm starb am 21. April 1731 43-jährig und wurde in einem Zinnprunksarg in der Fürstengruft des Merseburger Doms beigesetzt. Da er selbst keine männlichen Nachkommen hinterlassen hatte und sein nächstjüngerer Bruder Friedrich Erdmann bereits 1714 verstorben war, folgte ihm sein Onkel Heinrich, der zwischenzeitliche Begründer des Zweiges Spremberg, auf den Thron.

## Ehe und Nachkommen
Seine einzige Ehe schloss er heimlich am 4. November 1711 in Idstein mit Henriette Charlotte von Nassau-Idstein, der Tochter Georg August Samuels, Fürst von Nassau-Idstein aus dessen Ehe mit Henriette Dorothea von Oettingen-Oettingen.
Seine Gemahlin hatte mit Friedrich Carl von Pöllnitz die Tochter:
- Friederike Ulrike (*/† 23. Juni 1720 in Merseburg), Prinzessin von Sachsen-Merseburg